# Nucella ostrina
Nucella ostrina is een slakkensoort uit de familie van de Muricidae. De wetenschappelijke naam van de soort is voor het eerst geldig gepubliceerd in 1852 door Gould. Nucella Ostrina is een slak die kan groeien tot 4 cm lang.